# Deckpeilung

Deckpeilung (Grundriss)

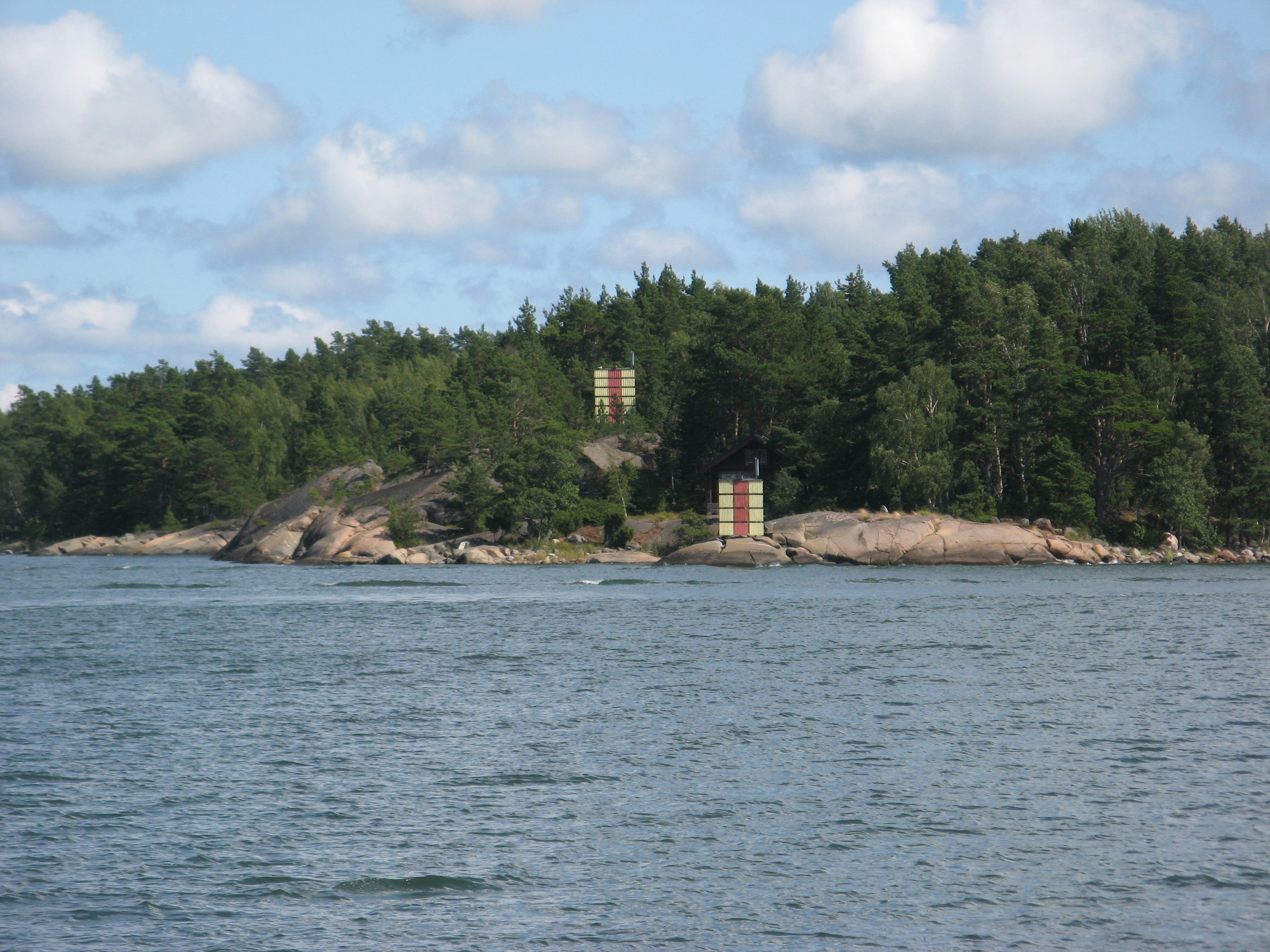
Deckpeilung mit Hilfe von Richtbaken (Ansicht)

Die Deckpeilung ist ein Verfahren zur Bestimmung des eigenen geografischen Standortes. Sie ist das genaueste Verfahren zur Bestimmung einer Standlinie in der terrestrischen Navigation. Dazu bewegt man sich so lange hin und her, bis man zwei feste Punkte genau hintereinander sehen kann. Beispielsweise zwei Türme oder zwei Leuchtfeuer. Dann befindet man sich genau auf einer Linie in Verlängerung dieser Punkte. Die Position ist umso genauer, je weiter die zwei Punkte auseinander liegen bzw. je näher man am vorderen Punkt ist. Weil man für die Deckpeilung kein Messgerät braucht und weil keine Umwandlung von einer magnetischen in eine rechtweisende Peilung erforderlich ist, entfallen zwei Fehlerquellen.
In der Schifffahrt werden nachts Richtfeuer benutzt. Tagsüber helfen Richtbaken oder andere markante Objekte, deren Position auf der Karte eingezeichnet ist. Damit werden beispielsweise Hafeneinfahrten markiert oder Durchfahrten zwischen Untiefen. Solange beide Objekte „in Deckung“ sind, befindet man sich auf einer gerade Linie, die vom Ufer in Richtung Fahrwasser verläuft.
Um die Linie – bzw. das dadurch definierte Stück eines Fahrwassers – einzuhalten, müssen zwei hintereinander aufgestellte Markierungen, Leuchtfeuer oder dreieckige Toppzeichen „in Deckung“ gehalten werden. Die Dreiecke sitzen auf Baken und zeigen mit den Spitzen zueinander. Dadurch ist die Genauigkeit dieser einfachen Peilung wesentlich höher als etwa mit einem Kompass.
Mit einer weiteren Standlinie kann man nun den eigenen Standort punktgenau bestimmen. Beispielsweise mit einer Querab-Peilung, also wenn ein drittes Objekt genau querab liegt (im rechten Winkel zur Linie der Deckpeilung). Diese zweite Standlinie ist umso genauer, je näher das dritte Objekt an der Standlinie liegt.
Eine Deckpeilung und eine Standlinie aus einer Kompasspeilung ist genauer als zwei Kompasspeilungen.
Siehe auch: Richtfeuer, Alignement (Vermessung), Kreuzpeilung, Stehende Peilung, Lateralsystem